# Arothron nigropunctatus
Poisson-ballon à taches noires
Espèce
Statut de conservation UICN

 LC  : Préoccupation mineure
Arothron nigropunctatus, ou communément nommé Poisson-ballon à taches noires, est une espèce de poissons marins démersale de la famille des tétrodons.

## Description
Arothron nigropunctatus est un poisson de petite taille pouvant atteindre 33 cm de long. Son corps est ovale, globuleux et relativement allongé. Le corps ne possède pas d'écailles ni de nageoires pelviennes. La nageoire dorsale et anale sont de taille réduite, situées bien en arrière du corps de manière symétrique. Sa bouche est terminale et dotée de quatre fortes dents. Il a deux paires de narines sur son court museau.
La couleur du corps est variable et peut être grise, beige, bleutée, bleu nuit, jaune orangé, jaune vif et même parfois composée de deux teintes comme le bleu sombre et le jaune orangé. Le pourtour de la bouche et des yeux ont une zone sombre. Le corps est parsemé de taches sombres variables en nombre et en taille.

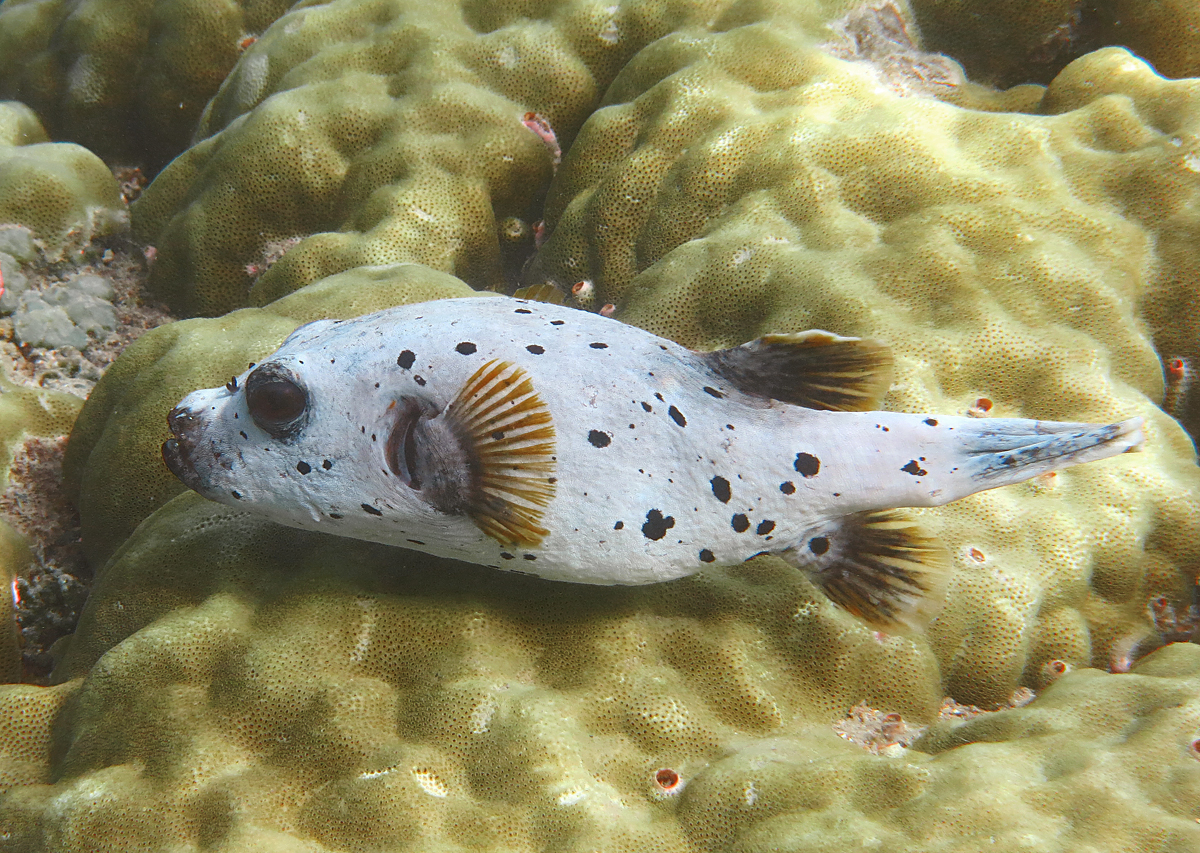
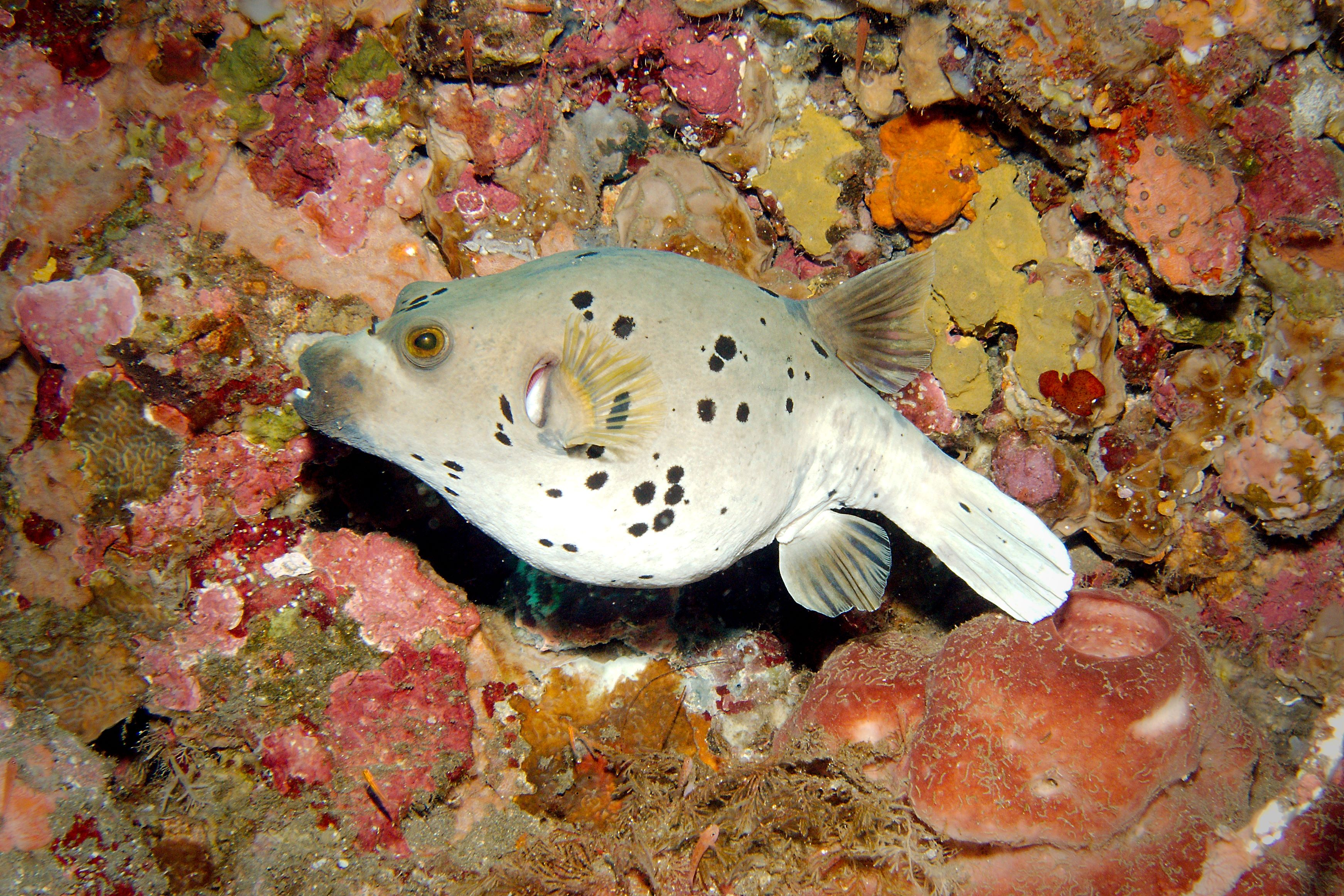
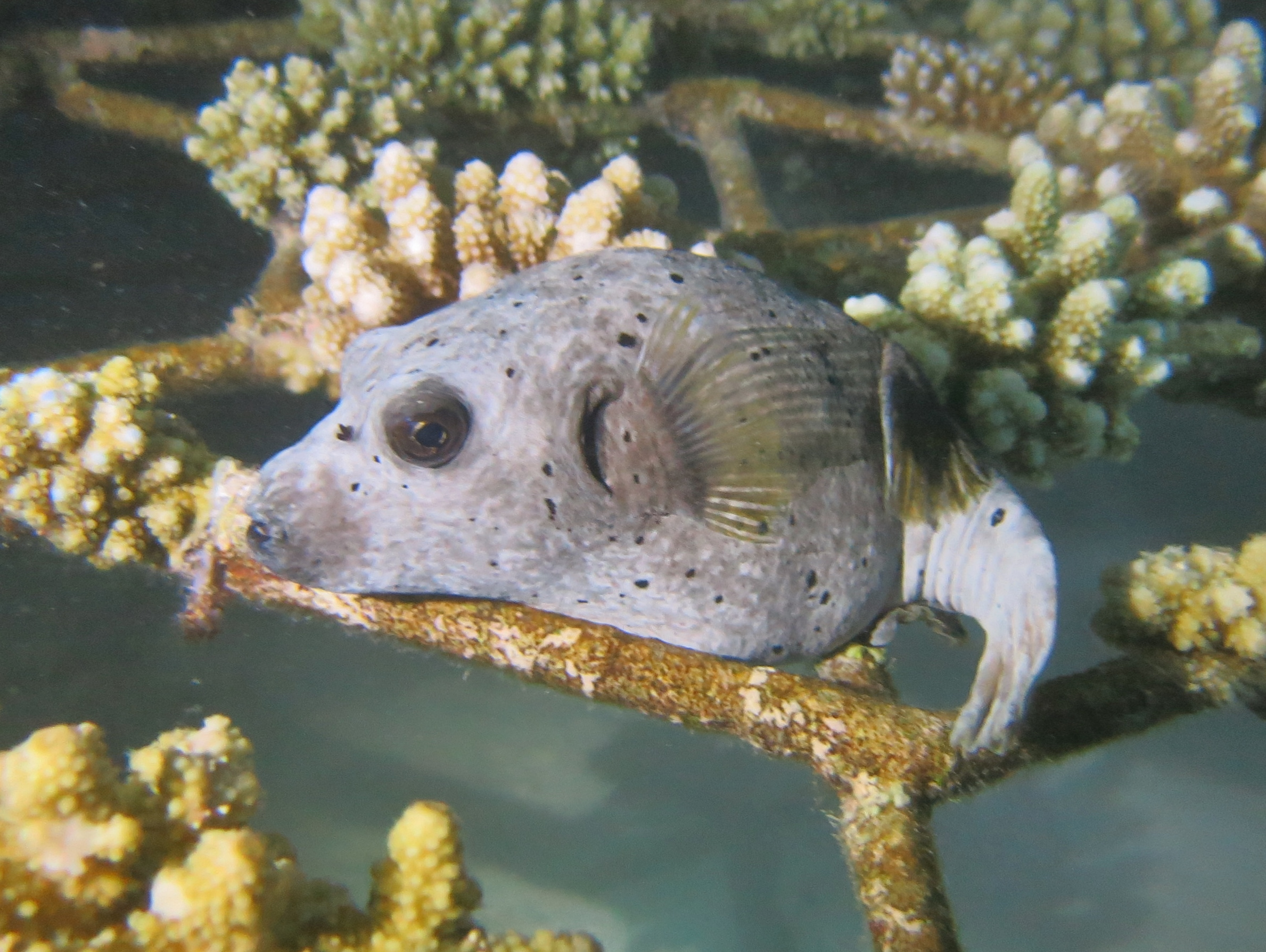
Ces poissons dorment posés sur des reliefs.
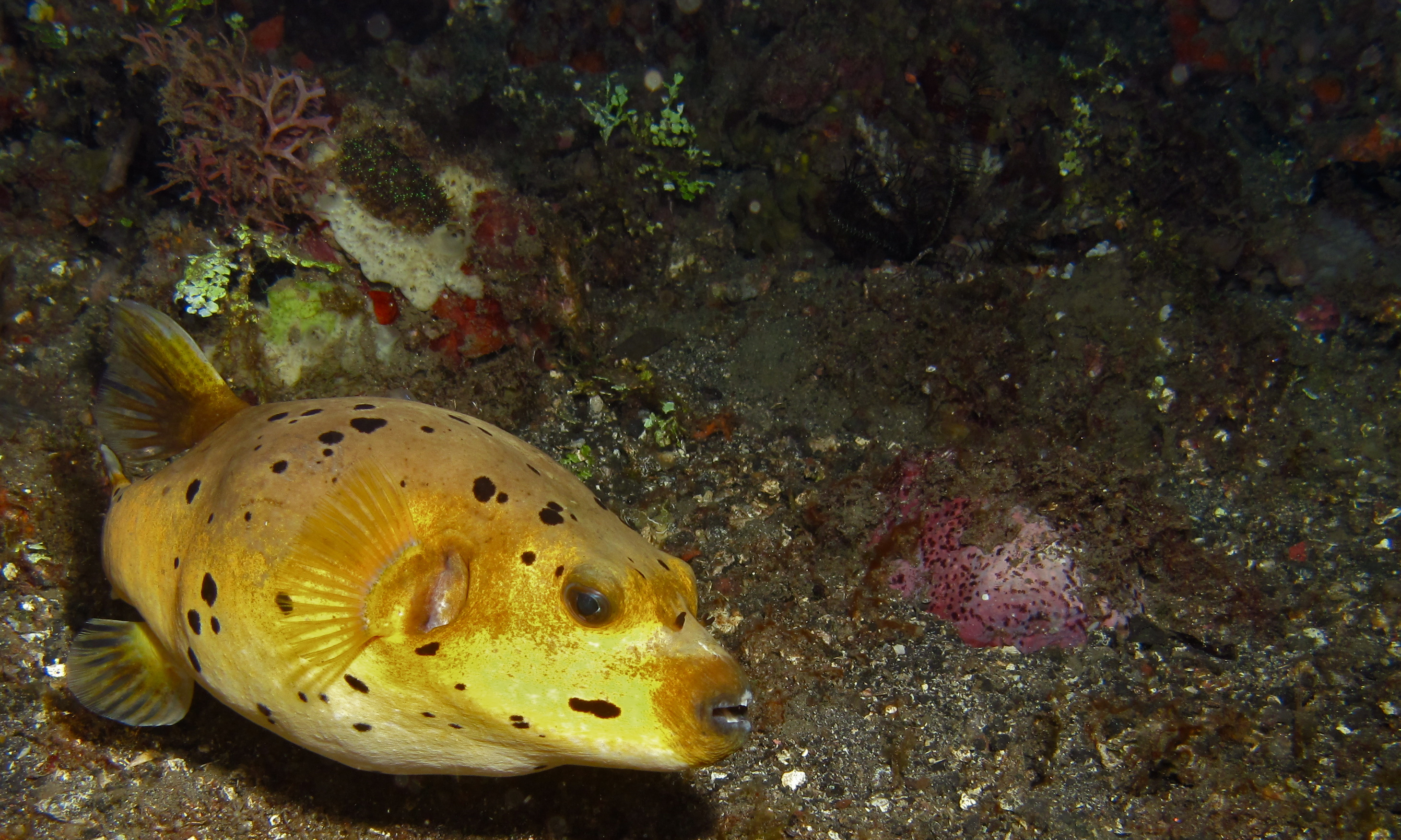
Variante de couleurs.
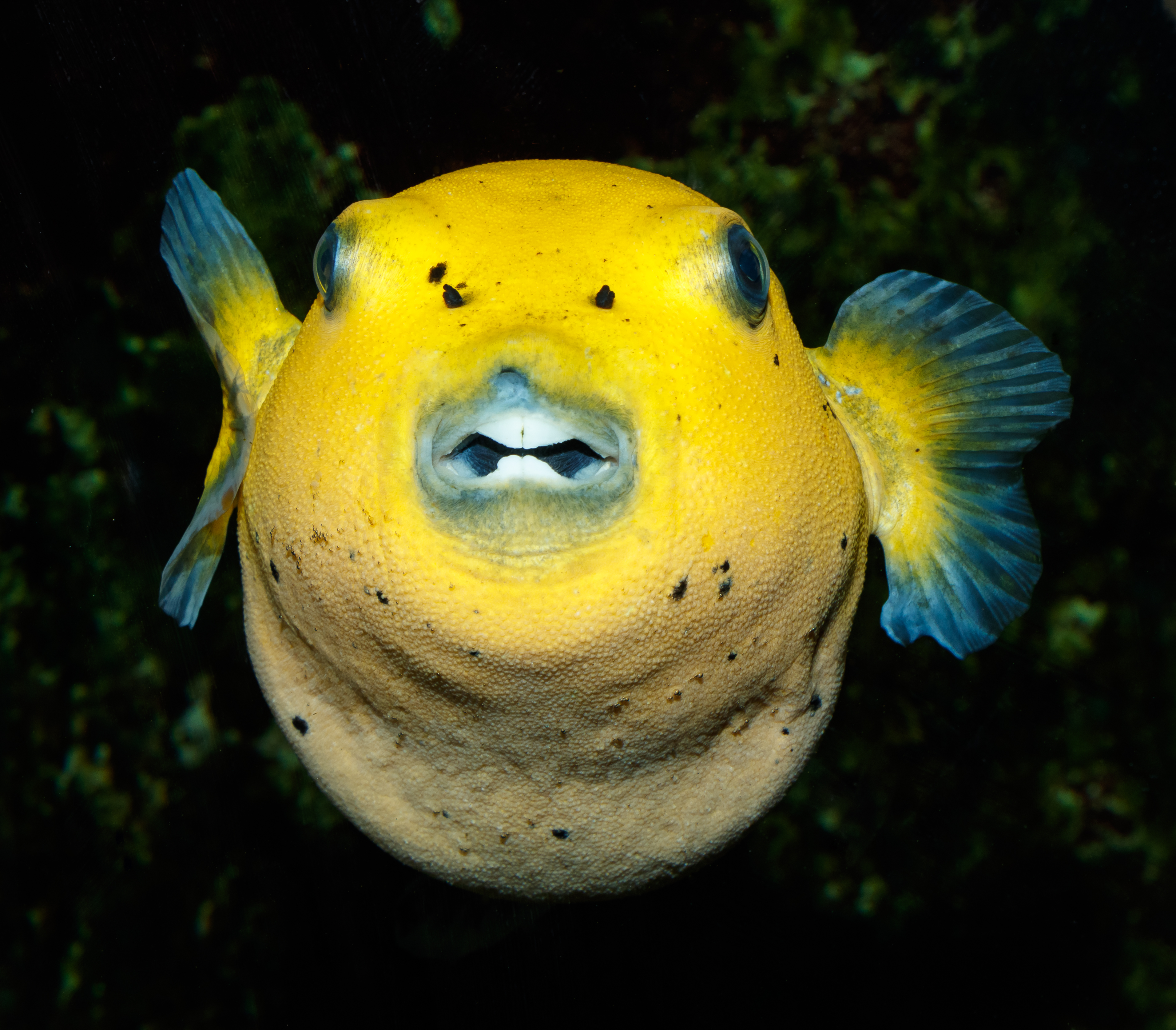
Vue de face
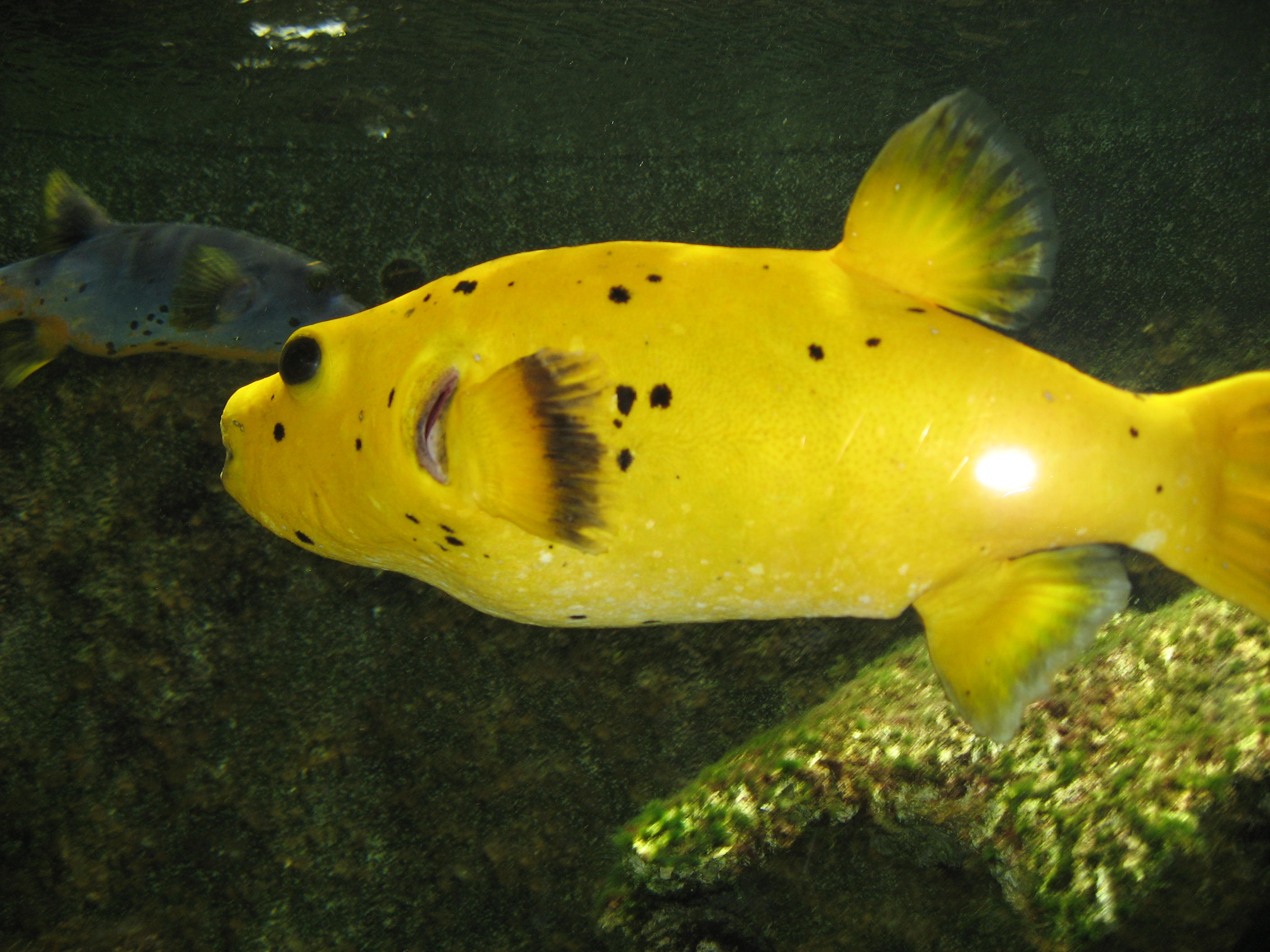
Museum-aquarium de Nancy

## Distribution et habitat
Il fréquente les eaux tropicales de l'Océan Indien jusqu'aux îles du centre de l'Océan Pacifique, soit sur l'ensemble du bassin Indo-Pacifique avec une absence de la Mer Rouge. Il affectionne les pentes externes des récifs ainsi que les lagons et ce de la surface à 25 m de profondeur.

## Alimentation
Il se nourrit d'invertébrés benthiques, d'algues, d'éponges, de crustacés et de corail comme des pointes d'Acropora.

## Comportement
Cet Arothron une activité diurne, il est solitaire et territorial .

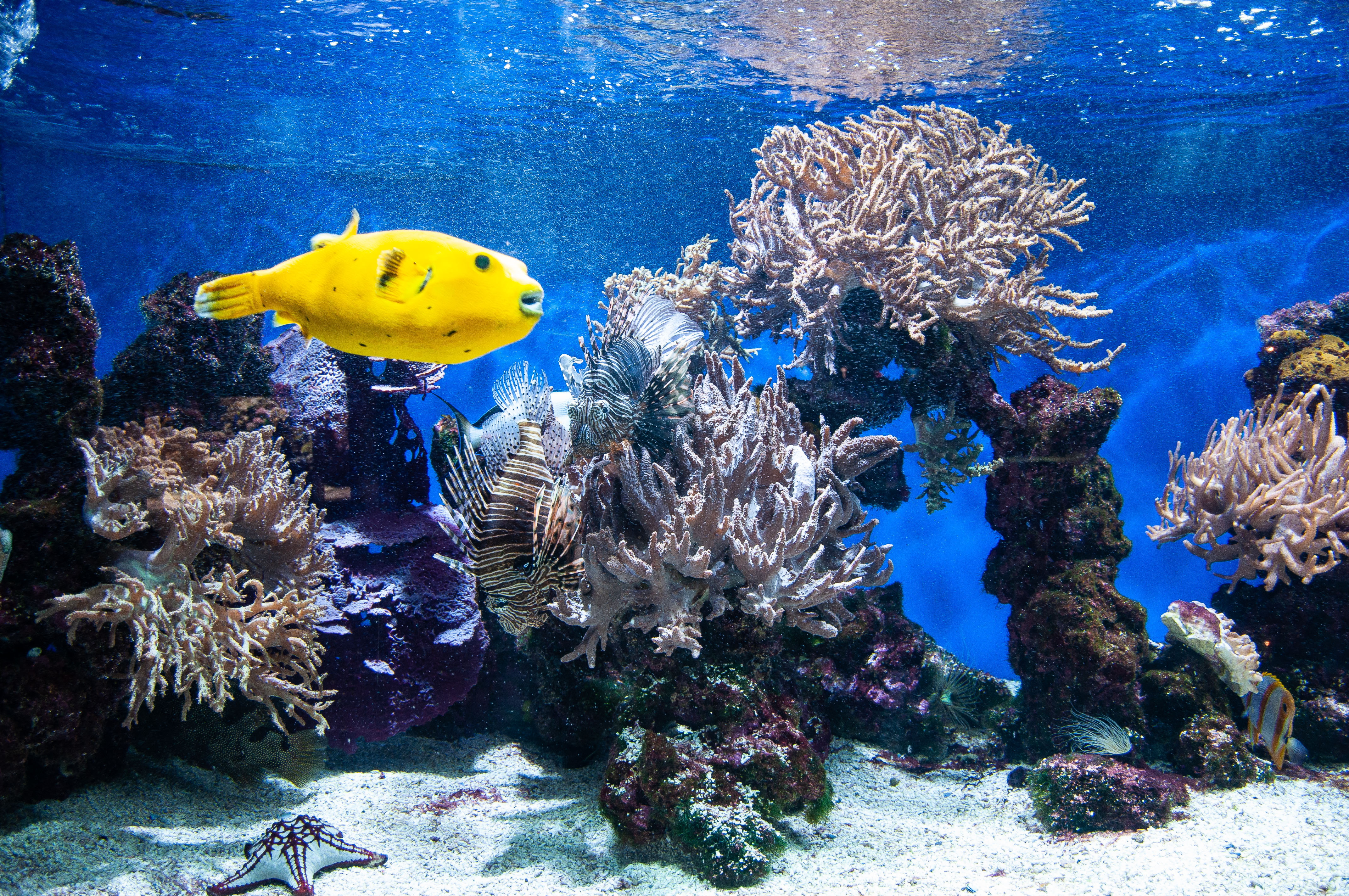
Aquarium-marin de Monaco avec son Arothron nigropunctatus.

Une équipe française a récemment démontré que cette espèce était capable de s'hybrider avec la proche Arothron meleagris.

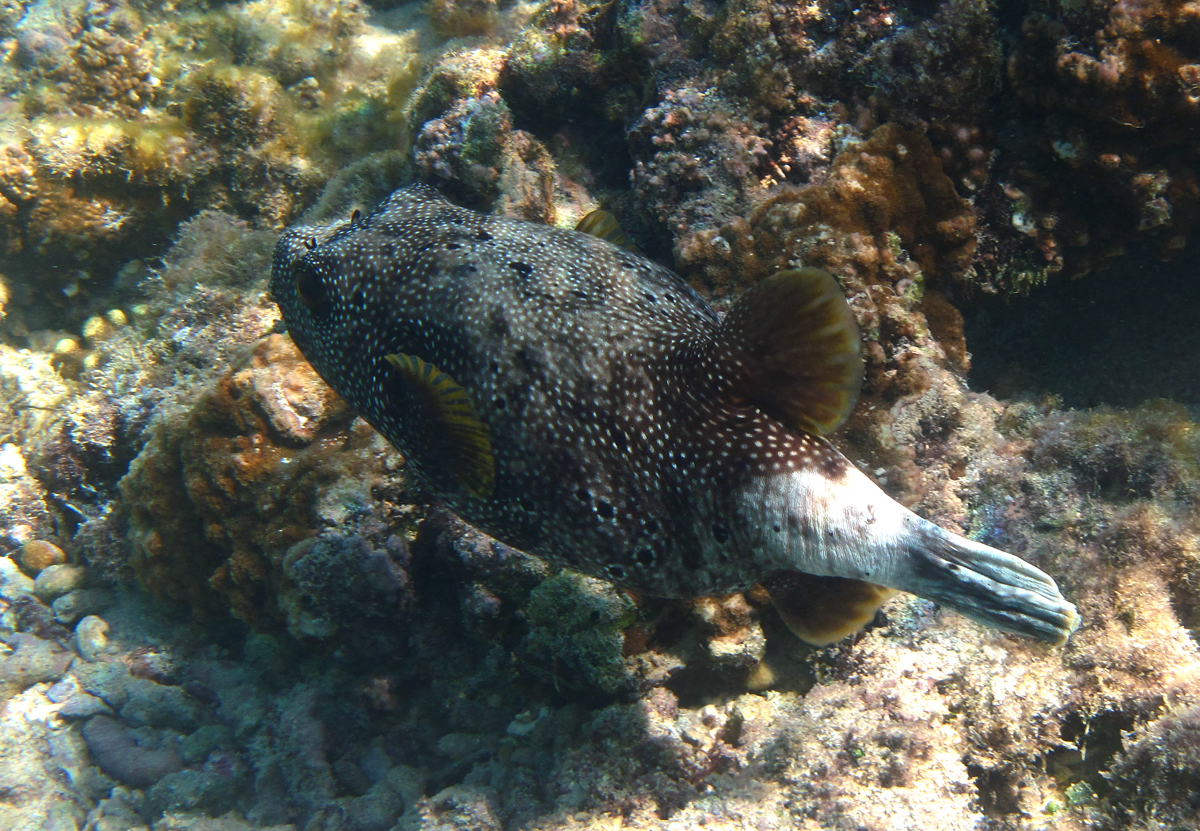
Hybride de A. nigropunctatus x A. meleagris à la Réunion.